# Chuanhui
Der Stadtbezirk Chuanhui (chinesisch 川汇区, Pinyin Chuānhuì Qū) ist ein Stadtbezirk in der chinesischen Provinz Henan, der zum Verwaltungsgebiet der bezirksfreien Stadt Zhoukou gehört. Chuanhui hat eine Fläche von 141 km² und zählt 721.300 Einwohner (Stand: Ende 2018).

## Administrative Gliederung
Auf Gemeindeebene setzt sich der Stadtbezirk aus neun Straßenvierteln und einer Gemeinde zusammen. 